# John Aikin
John Aikin (15 de enero de 1747 - 7 de diciembre de 1822) fue un escritor y médico inglés.

## Biografía
Nació en Kibworth Harcourt, Leicestershire, Inglaterra, hijo del Dr. John Aikin, un unitario, y recibió su educación primaria en la Academia Warrington, en donde su padre era tutor. Estudió medicina en la Universidad de Edimburgo, y en Londres, con el anatomista William Hunter como profesor. Practicó como cirujano en Chester y Warrington. Finalmente, se mudó a Leiden, obtuvo su título como médico (1780), y en 1784 comenzó a desempeñar su profesión en Great Yarmouth. 
En 1792, luego de que hubiesen criticado duramente uno de sus panfletos, se mudó a Londres, en donde trabajó como médico de consulta. Sin embargo, se preocupaba más por el apoyo de la libertad de conciencia que por sus tareas profesionales, por lo que comenzó a escribir. Junto a su hermana, Anna Laetitia Barbauld, publicó una popular serie de volúmenes titulada Evenings at Home (seis vols., 1792-1795), para lectura familiar elemental, la cual fue traducida a casi todos los idiomas europeos.
En 1798 el Dr. Aikin se retiró de la vida profesional y se dedicó a la gran industria de la literatura, en la cual su Biografía General (diez vols., 1799-1815) ocupa un lugar primordial. Además, publicó Memorias biográficas de la Medicina (1780), Vidas de John Selden y el Arzobispo Usher (1812) y otras obras. Editó la revista Monthly Magazine desde 1796 hasta 1807, y condujo un periódico llamado The Athenaeum de 1807 hasta 1809, cuando cesó su publicación.
Su hijo, Arthur Aikin, fue un científico prominente y su hija, Lucy Aikin, una biógrafa.

## Bibliografía

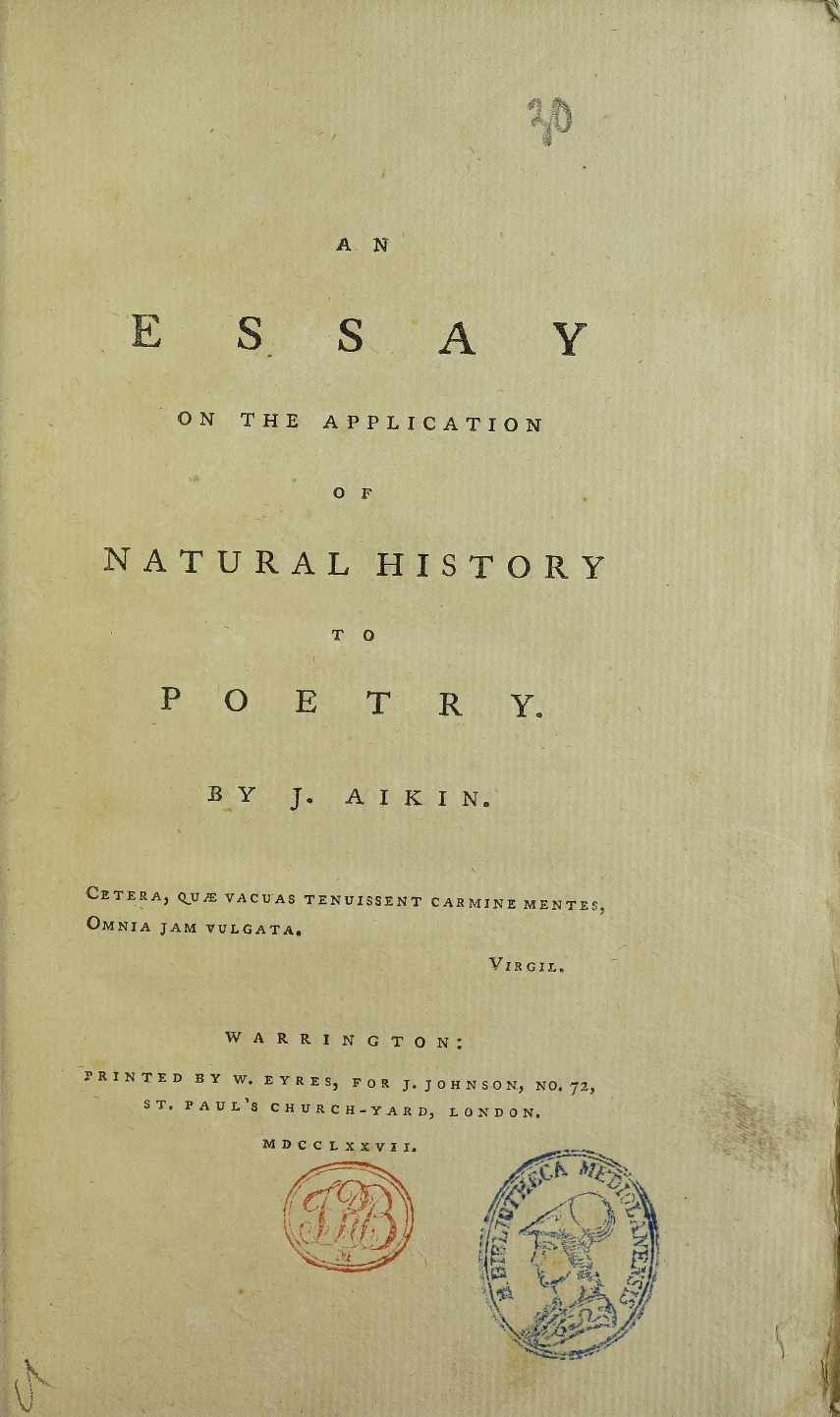
Essay on the application of natural history to poetry, 1777